# Calatidiu
Calatidiul (numit și capitul) este o inflorescență racemoasă cu axul lățit, pe care sunt fixate florile sesile. Axul central este îngroșat, lățit, iar florile sesile sunt inserate pe toată suprafața lui. Această inflorescență se întâlnește la floarea-soarelui, mușețel etc.

## Imagini

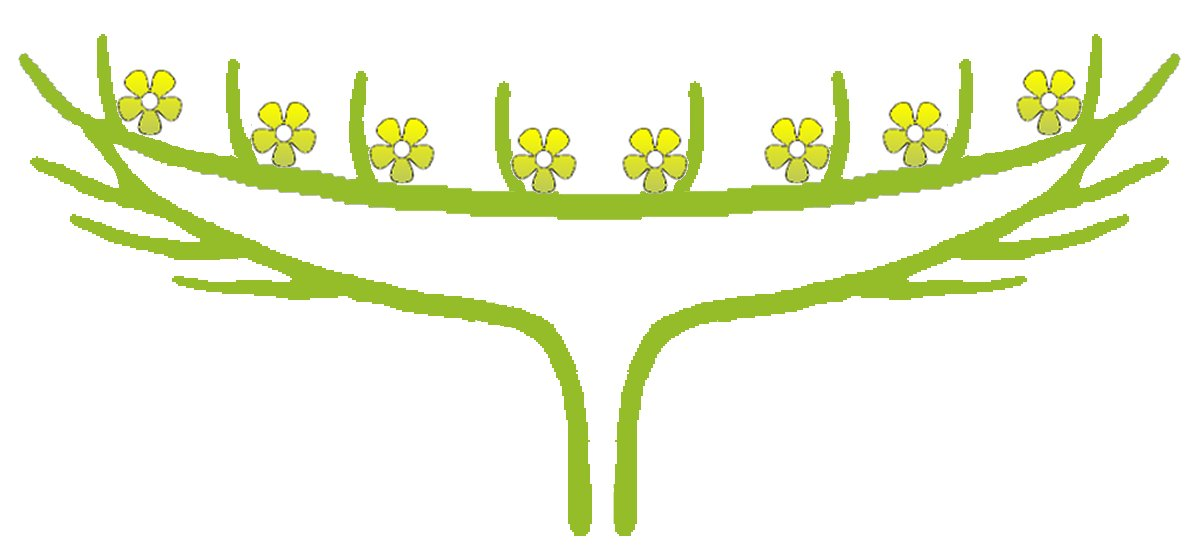
Calatidiu